# Religión en Serbia
La religión en Serbia ha sido tradicionalmente un país cristiano desde el proceso de cristianización realizado por Clemente de Ohrid y San Naum en el siglo IX. La forma dominante es la Iglesia ortodoxa Serbia. Bajo el mandato del imperio otomano en los Balcanes, el islamismo Sunni se estableció en los territorios de Serbia , principalmente en las regiones del sur (Raska, Novi Pazar y Presevo Valley) y en la región de Kosovo. El catolicismo tiene sus raíces en la presencia de Húngaros en la región Vojvodina en el norte del país, mientras que el protestantismo llegó en el siglo XVIII y XIX con el asentamiento de eslovacos en la región previamente citada

## Demografía

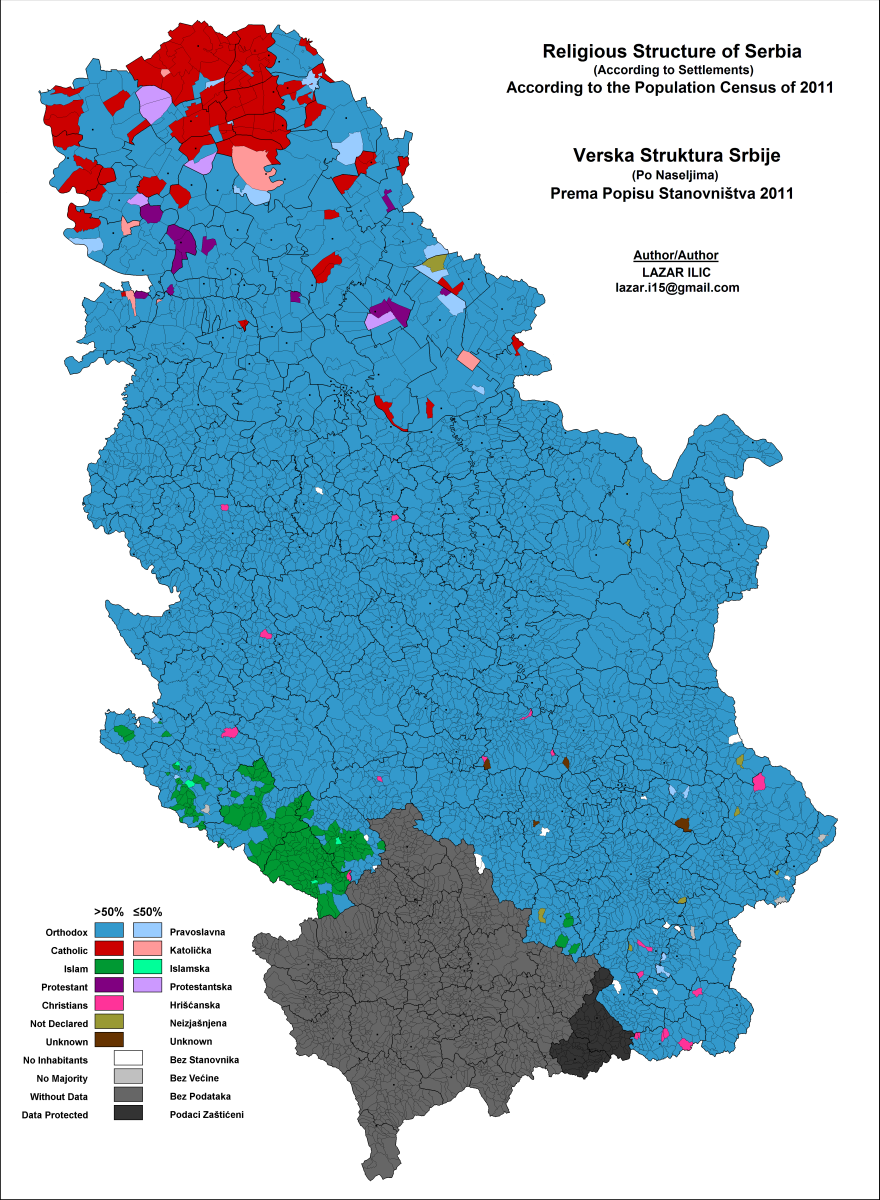
Mapa religioso de Serbia

|                     | 1921      | 1921      | 1953      | 1953      | 1991      | 1991      | 2002      | 2002   | 2011      | 2011  | 2022      | 2022  |
| Número              | %         | Número    | %         | Número    | %         | Número    | %         | Número | %         |       |           |       |
| ------------------- | --------- | --------- | --------- | --------- | --------- | --------- | --------- | ------ | --------- | ----- | --------- | ----- |
| Ortodoxia           | 3,321,090 | 75.85     | 4,422,330 | 71.66     | 6,347,026 | 81.8      | 6,371,584 | 84.98  | 6,079,395 | 84.59 | 5,387,426 | 81.1  |
| Catolicismo         | 751,429   | 17.16     | 607,612   | 9.85      | 496,226   | 6.4       | 410,976   | 5.48   | 356,957   | 4.97  | 257,269   | 3.87  |
| Protestantismo      | Sin datos | Sin datos | 111,556   | 1.81      | 86,894    | 1.12      | 78,646    | 1.05   | 71,284    | 0.99  | 54,678    | 0.82  |
| Otros cristianismos | Sin datos | Sin datos | 33,257    | 0.54      | 1,381     | 0.02      | 2,191     | 0.03   | 3,211     | 0.04  | 59,346    | 0.89  |
| "Cristianismo"      | Sin datos | Sin datos | 33,257    | 0.54      | 1,381     | 0.02      | 12,882    | 0.17   | 45,083    | 0.63  | 59,346    | 0.89  |
| Christians          | 4,072,519 | 93,06     | 5,174,755 | 83,90     | 6,931,527 | 89,34     | 6,876,279 | 91,73  | 6,555,930 | 91,23 | 5,758,719 | 86,68 |
| Islam               | 97,672    | 2.23      | 155,657   | 2.52      | 224,120   | 2.89      | 239,658   | 3.2    | 222,829   | 3.1   | 278,212   | 4.19  |
| Judaísmo            | 26,464    | 0.6       | 1,083     | 0.02      | 740       | 0.01      | 785       | 0.01   | 578       | 0.01  | 602       | 0.01  |
| Ortodoxia           | Sin datos | Sin datos | Sin datos | Sin datos | Sin datos | Sin datos | 240       | 0.00   | 1,237     | 0.02  | 1,207     | 0.02  |
| Ateísmo             | Sin datos | Sin datos | 826,954   | 13.4      | 159,642   | 2.06      | 40,068    | 0.53   | 80,053    | 1.11  | 74,139    | 1.12  |
| Agnosticismo        | Sin datos | Sin datos | 826,954   | 13.4      | 159,642   | 2.06      | 40,068    | 0.53   | 4,010     | 0.06  | 8,654     | 0.13  |
| Sin respuesta       | Sin datos | Sin datos | 826,954   | 13.4      | 159,642   | 2.06      | 197,031   | 2.63   | 220,735   | 3.07  | 169,486   | 2.55  |
| Otras               | 181,940   | 4.16      | 1,796     | 0.03      | 13,982    | 0.18      | 6,649     | 0.09   | 1,776     | 0.02  | 500       | 0.01  |
| Desconocida         | 181,940   | 4.16      | 10,768    | 0.17      | 429,560   | 5.54      | 137,291   | 1.83   | 99,714    | 1.39  | 355,484   | 5.35  |
| Total               | 4,378,595 | 100       | 6,171,013 | 100       | 7,759,571 | 100       | 7,498,001 | 100    | 7,186,862 | 100   | 6,647,003 | 100   |